# David Fairclough
David Fairclough (Liverpool, 5 januari 1957) is een Engels oud-voetballer die in de jaren 1970 en 80 spits was bij Liverpool. Hij werd liefkozend Supersub genoemd en was een getalenteerd doelpuntenmaker die vaak als invaller het verschil maakte in de wedstrijd.

## Leven en speelcarrière
Fairclough werd geboren in de binnenstad van Liverpool en als kind verhuisde hij in 1960 naar de nieuwe Cantril Farm-woonwijk. Hij maakte zijn debuut voor Liverpool op 1 november 1975 in de 1–0 Football League First Division-overwinning tegen Middlesbrough op Ayresome Park. In dat seizoen scoorde Fairclough zeven cruciale doelpunten in slechts veertien optredens voor Liverpool in het kampioenschap - negen van deze verschijningen waren als vervanger. Het eerste doelpunt van David voor de club kwam drie dagen na zijn debuut op 4 november 1975, tijdens de 6–0 tegen de Spaanse club Real Sociedad op Anfield in de tweede ronde van de UEFA Cup.
Bij de pikorde van de spitsen zag Fairclough dat hij achter het 'droomduo' Kevin Keegan – John Toshack en achter Engeland-spits David Johnson kwam. Toen het nieuwe seizoen aanbrak, bevond Fairclough zich op de derde plaats in de gelederen van de club als gevolg van een opeenvolging van blessures van Toshack.
Zijn bekendste doelpunt voor Liverpool kwam op Anfield als invaller in de cruciale Europacup I-kwartfinale tegen het Franse Saint-Étienne. Liverpool stond een doelpunt voor (0–1) na de heenwedstrijd in Frankrijk en 1–2 achter op eigen veld tijdens de terugwedstrijd. De gezamenlijke score was 2–2, maar Saint-Étienne had een doelpunt meer op verplaatsing gescoord en stond op dat moment virtueel in de volgende ronde. Manager Bob Paisley stuurde Fairclough de laatste twintig minuten van de wedstrijd het veld op. Met nog slechts zes minuten op de klok, liep Fairclough naar een lange bal en hij prikte de bal in het net, tot grote vreugde van de toeschouwers. ITV-commentator Gerald Sinstadt riep toen de woorden: "Supersub slaat weer toe!" Door Faircloughs doelpunt kwalificeerde Liverpool zich voor de halve finale van de Europacup I.
Liverpool won in 1977 de League-titel opnieuw en bereikte zowel de FA Cup-finale op Wembley als de Europacup I-finale van 1977 in Rome. Fairclough werd niet geselecteerd voor de wedstrijd op Wembley, maar hij werd wel geselecteerd als invaller voor de wedstrijd in Rome tegen Borussia Mönchengladbach. Liverpool won met 3–1. Doordat Kevin Keegan in het tussenseizoen naar Hamburger SV vertrok, had Fairclough een basisplaats in de strijd om de Europese Super Cup van 1977. Fairclough scoorde zowel in de heen- als de terugwedstrijd, waardoor Liverpool de Europese Supercup won.
Het volgende jaar bereikte Liverpool de Europacup I-finale opnieuw. Met een 1–0-overwinning op Club Brugge behield Liverpool de trofee. Fairclough kwam tot 29 competitiewedstrijden dat seizoen en scoorde tien doelpunten, maar The Reds werden zowel voor de landstitel als de Football League Cup verslagen door het pas gepromoveerde Nottingham Forest.
In 1978/79 werd Liverpool opnieuw kampioen, maar Fairclough speelde slechts vier wedstrijden in de competitie, waarin hij twee keer wist te scoren.
Fairclough scoorde zijn enige hattrick voor Liverpool op 9 februari 1980 tijdens de spannende 5–3-overwinning op Norwich City. Fairclough kwam echter weinig aan spelen toe dat seizoen en speelde slechts veertien competitiewedstrijden, waarin hij vijf doelpunten scoorde.
Fairclough maakte de periode 1975 tot 1983 mee op Anfield. Die periode staat bekend als het "gouden tijdperk" voor de club. Met Liverpool won hij in die periode onder andere zes Engelse titels, drie Europacup I-finales en een UEFA Cup-finale. Hij was een zeer productieve spits: hij speelde 153 wedstrijden voor Liverpool, waarvan hij er 61 op de bank begon. Hij scoorde 55 doelpunten (34 van hen in de competitie).
David Fairclough verliet Liverpool op 4 juli 1983 voor de North American Soccer League (NASL) om een seizoen bij de Toronto Blizzard te spelen. Vervolgens ging hij bij FC Luzern spelen, om na een seizoen bij Norwich City en Oldham Athletic te komen spelen. Nadien vertrok hij voor drie jaar naar België om er bij KSK Beveren te voetballen. Tijdens zijn derde seizoen bij Beveren vertrok hij naar de Tranmere Rovers en nadien naar Wigan Athletic. Fairclough beëindigde uiteindelijk zijn carrière bij de amateurs van Knowsley.

## Erelijst
Liverpool
- Football League First Division: 1975/76, 1976/77, 1978/79, 1979/80, 1981/82, 1982/83
- Football League Cup: 1980/81, 1981/82, 1982/83
- FA Community Shield: 1976, 1977, 1979, 1980, 1982
- Europacup I: 1976/77, 1977/78, 1980/81
- UEFA Cup: 1975/76
- Europese Supercup: 1977

 Tranmere Rovers
- Associate Members' Cup: 1989/90